# Родна кућа песника Војислава Илића-млађег
Родна кућа песника Војислава Илића-млађег се налазила у главној улици у Ореовици, подигнута је у 19. веку и имала је статус споменика културе. Власник куће је своју сагласност на проглашење за споменик културе 1981. године условио њеним откупом и исељењем из дворишта, па како до тога није дошло, деведесетих година 20. века, кућу је срушио.

## Војислав Илић Млађи
Војислав Илић Млађи (1877-1944) био је један од најпознатијих и најчитанијих српских песника у периоду између два светска рата. Писао је родољубиву, религиозну и љубавну поезију, а чувени су његови стихови урезани на капели српског војничког гробља на Зејтинлику у Солуну. Био је син ореовичког проте, касније свештеника у цркви Светог Марка у Београду и дворског свештеника обе српске династије. Завршио је права на Великој школи 1903. године и радио у Министарству правде у Београду.

## Изглед куће
Кућа у којој се родио Војислав Илић – Млађи је припадала прелазном облику између народног градитељства и грађанске куће. Подигнута на терену у благом паду, имала је према дворишту високо приземље и подрум формиран испод дела зграде. У кућу се улазило преко двокраког степеништа из дворишта. Унутрашња организација простора била је у складу са тада савременим потребама имућне вишечлане породице, тако да се из улазне просторије – предсобља директно улазило у једну издвојену просторију-кухињу и три собе, које су биле међусобно повезане. Димензије куће биле су 11 х 8 m. Зидана је у бондручној конструкцији, са кровом на четири воде, а кровни покривач био је бибер цреп.